# 橫洲 (元朗)

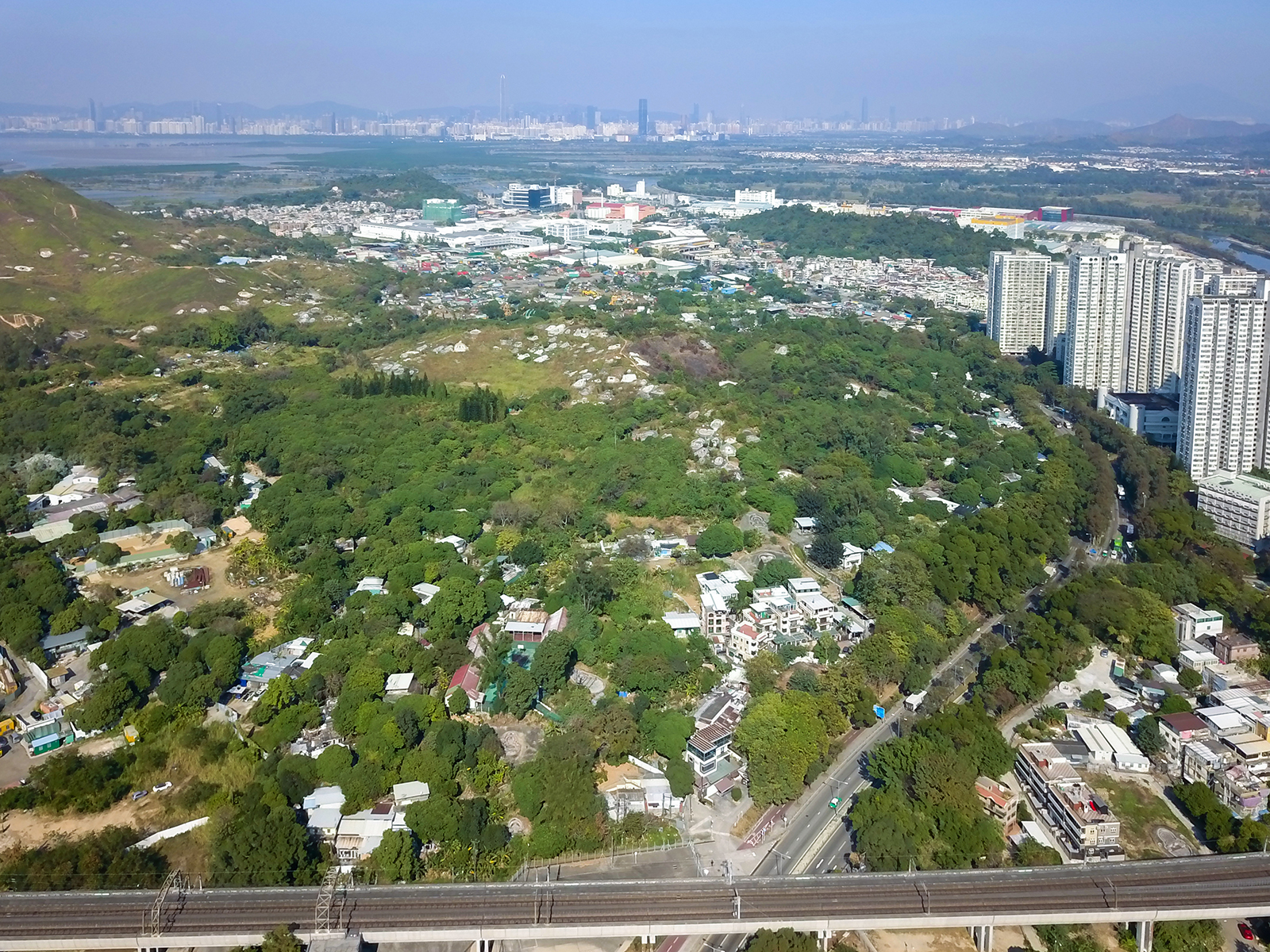
横洲全貌（2017年）

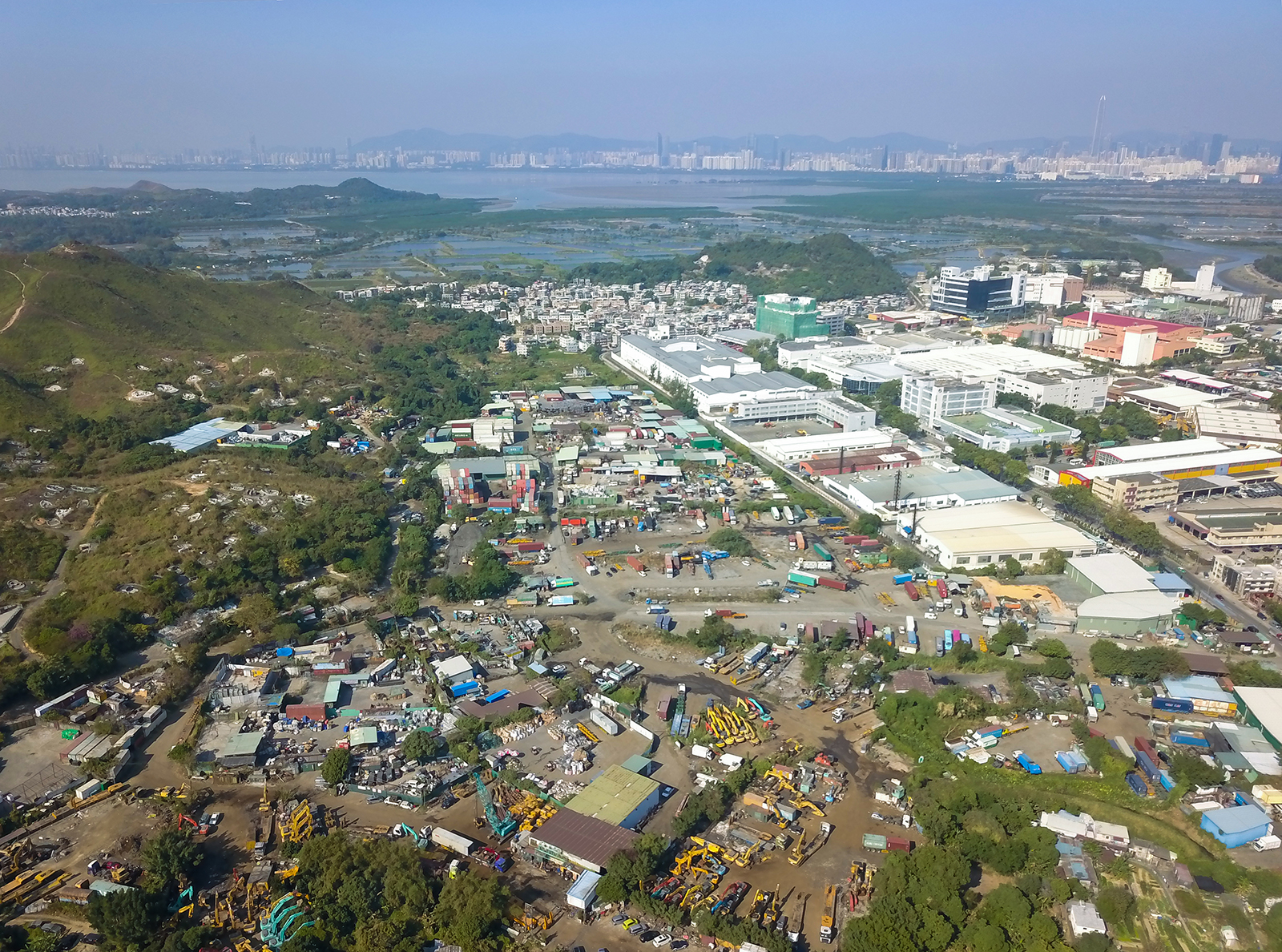
横洲有不少棕地作業活動

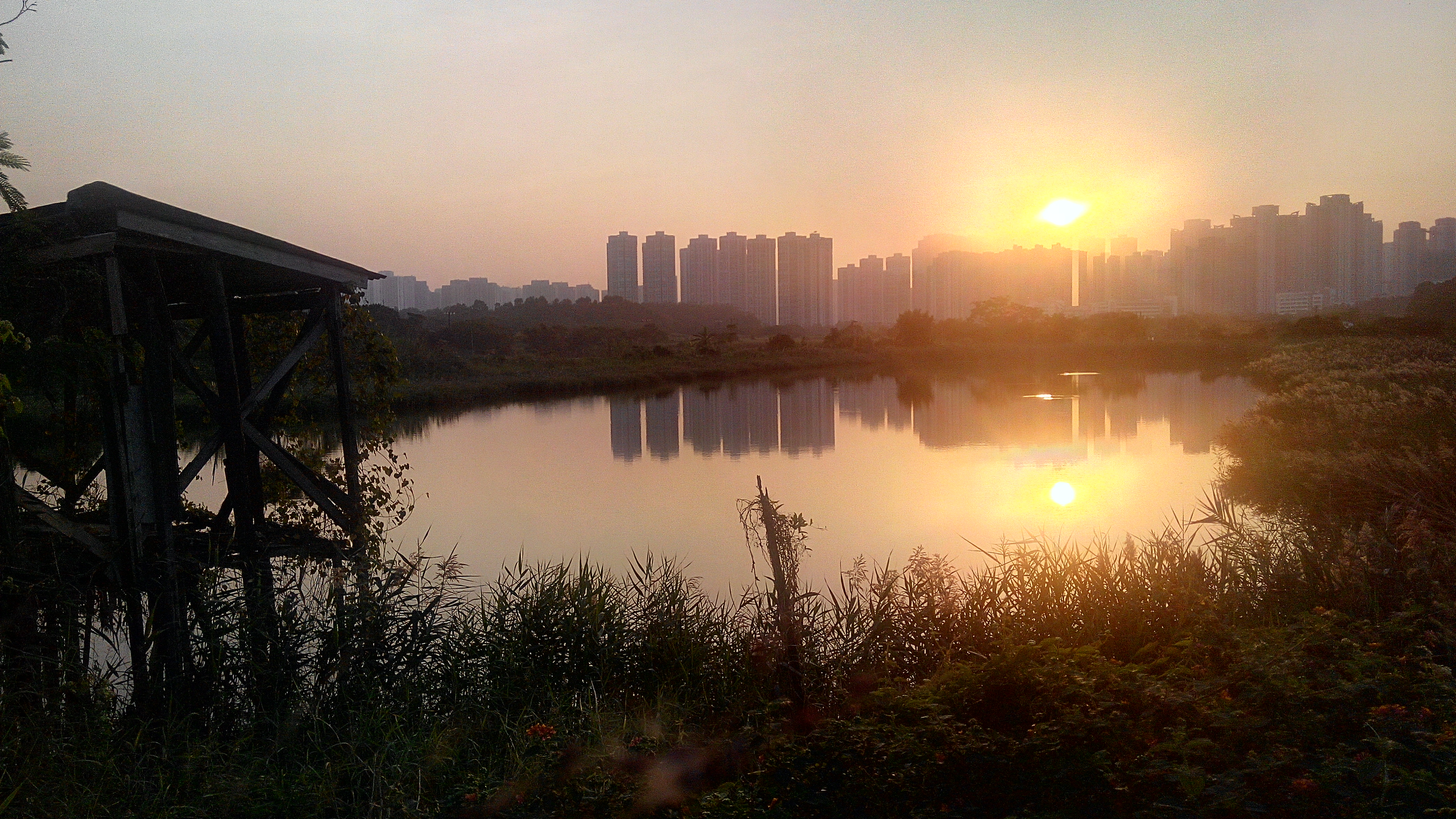
從横洲漁塘望向天水圍新市鎮

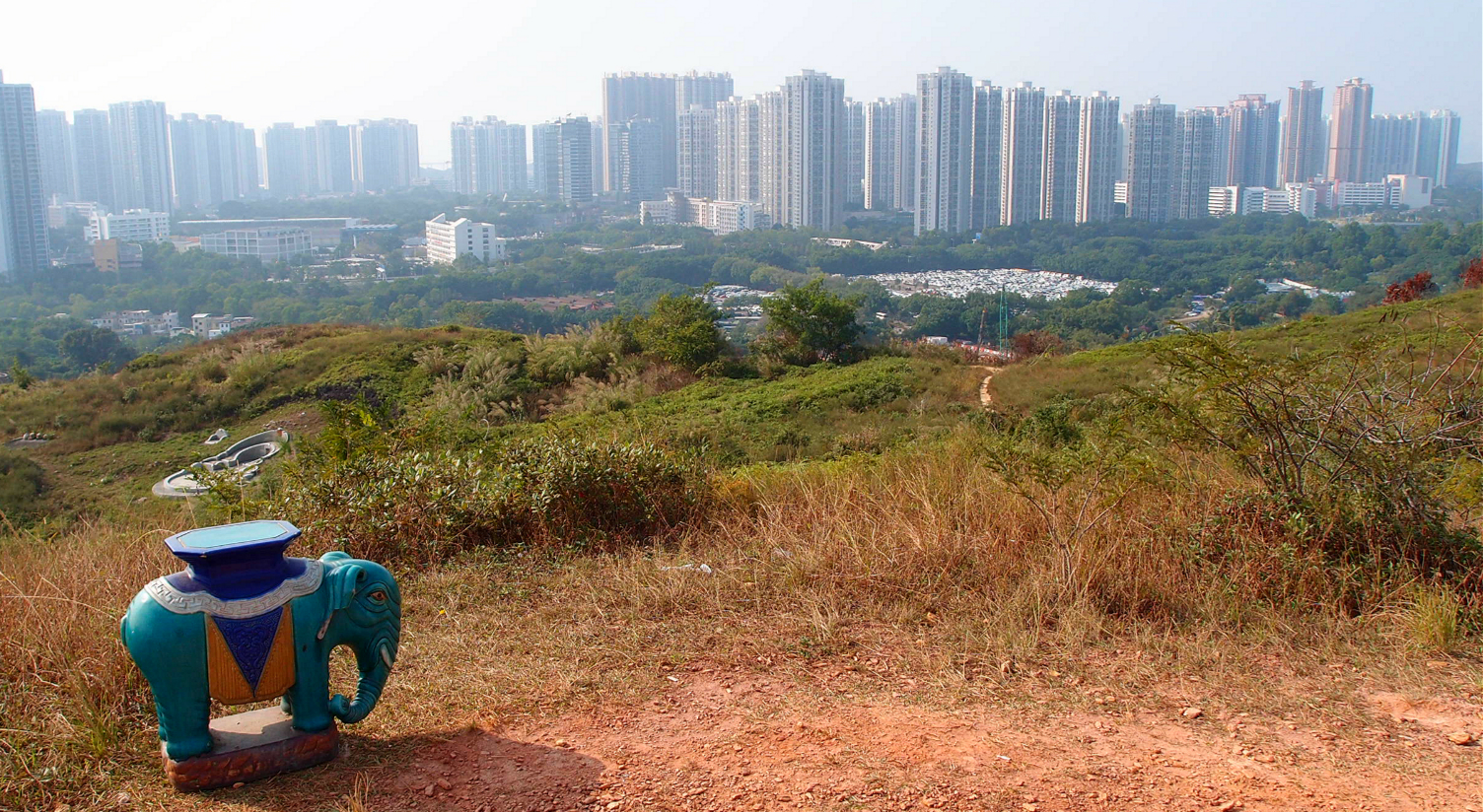
從横洲丫髻山望向天水圍新市鎮

橫洲（英語：Wang Chau）是位於香港元朗區元朗市中心西北面的一個鄉村地區，傳統範圍包括朗屏邨及元朗創新園，西面毗連天水圍新市鎮。
横洲原指元朗舊墟西面一處瀕海的小山崗，其西北面與丫髻山遙遙相對。滄海桑田，現時這個山崗已變成內陸小山丘，但在古時卻是三面均為澤地包圍，遠看像座横於海上的山嶺，横洲之名因此而來。
現時横洲的主要村落「橫洲六村」雖以横洲為名，但其實更靠近區內另一座名爲豬黃嶺的山崗，而橫洲路則是位於元朗安寧路朗晴邨側。

## 歷史
横洲之名最早見於康熙廿三年杜臻著的《粵閩巡視紀略》。而道光二年阮元《廣東通志》的「兵制」中提到「横洲汛：兵十名」。
清朝時，新界西部的村落成立一個地方自衛互助組織「達德約」，全盛期有多達170多條成員村落，並有「三山二鬱一洲」之說，所謂「三山」即屏山、山廈和横台山；「二鬱」是蚺蛇鬱和掃管鬱；當中「一洲」就是横洲。1899年大英帝國透過《展拓香港界址專條》從清朝租借新界；同年3月28日，「達德約」發動「抗英揭貼」，行動遭到英國軍隊鎮壓，村民死傷慘重，當中來自横洲的有9姓36男4女，其名字刻在達德公所正廳的石碑之上供後人敬仰。1940年代末，地方人士以「達德約」為基礎，於1949年組成「屏山鄉鄉事委員會」，横洲各條鄉村亦加入為成員。

## 村落

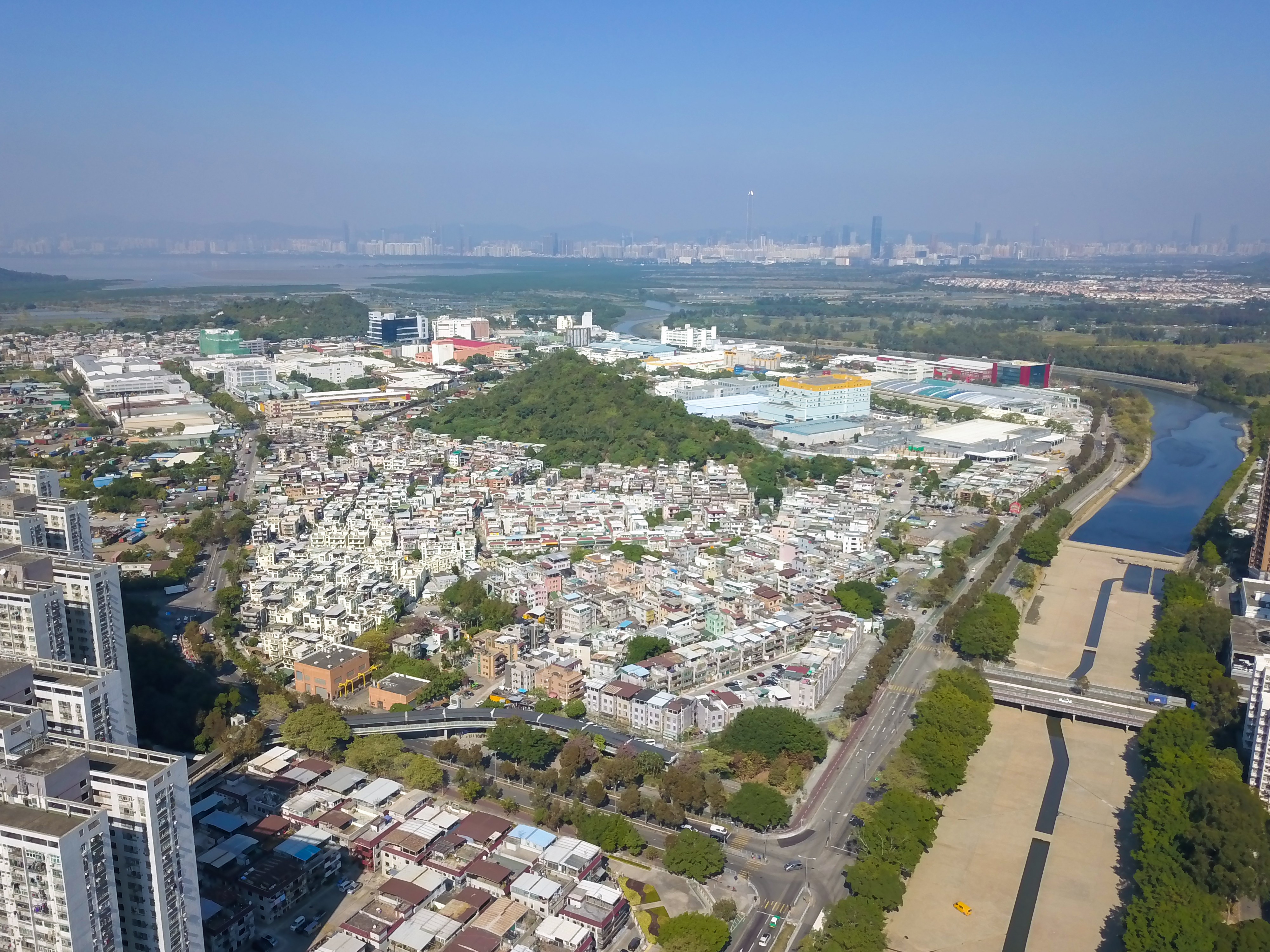
橫洲由多個鄉村組成，圖為西頭圍、楊屋村、林屋村、中心圍和東頭圍

橫洲由多個鄉村組成，屬於屏山鄉。隨著城市化影響，原本昔日的耕作生活亦多已消失，而各村落亦多改建成各個丁屋，不少外來人遷入，舊有的農村風貌亦消失殆盡。
- 「橫洲六村」

1. 東頭圍
2. 中心圍
3. 西頭圍
4. 福慶村
5. 楊屋村
6. 林屋村

- 吳屋村
- 大井圍
- 盛屋村
- 「水邊約」

1. 水邊圍
2. 水邊村
3. 水田村
4. 鳳池村
5. 蝦尾新村

- 馮家圍

## 工業
- 元朗創新園
- 東頭工業區

## 風俗
屏山鄉橫洲六村仍保留太平清醮的習俗，每八年舉行一次，對上一次是在2021年1月25日至1月28日。

## 著名地點
- 橫洲二聖宮
- 東頭圍娛苑
- 大井吳屋村圍門
- 盛屋村 39、40、41、42、43 號
- 福慶村38、39、40、41 號
- 西頭圍神廳
- 西頭圍4 號, 7 號A 及123 約, WCL132 地段
- 鳳池村天后宮
- 鳳池村83號 龍華園
- 蝦尾新村13 至19 號
- 水邊村神廳

## 發展公屋爭議

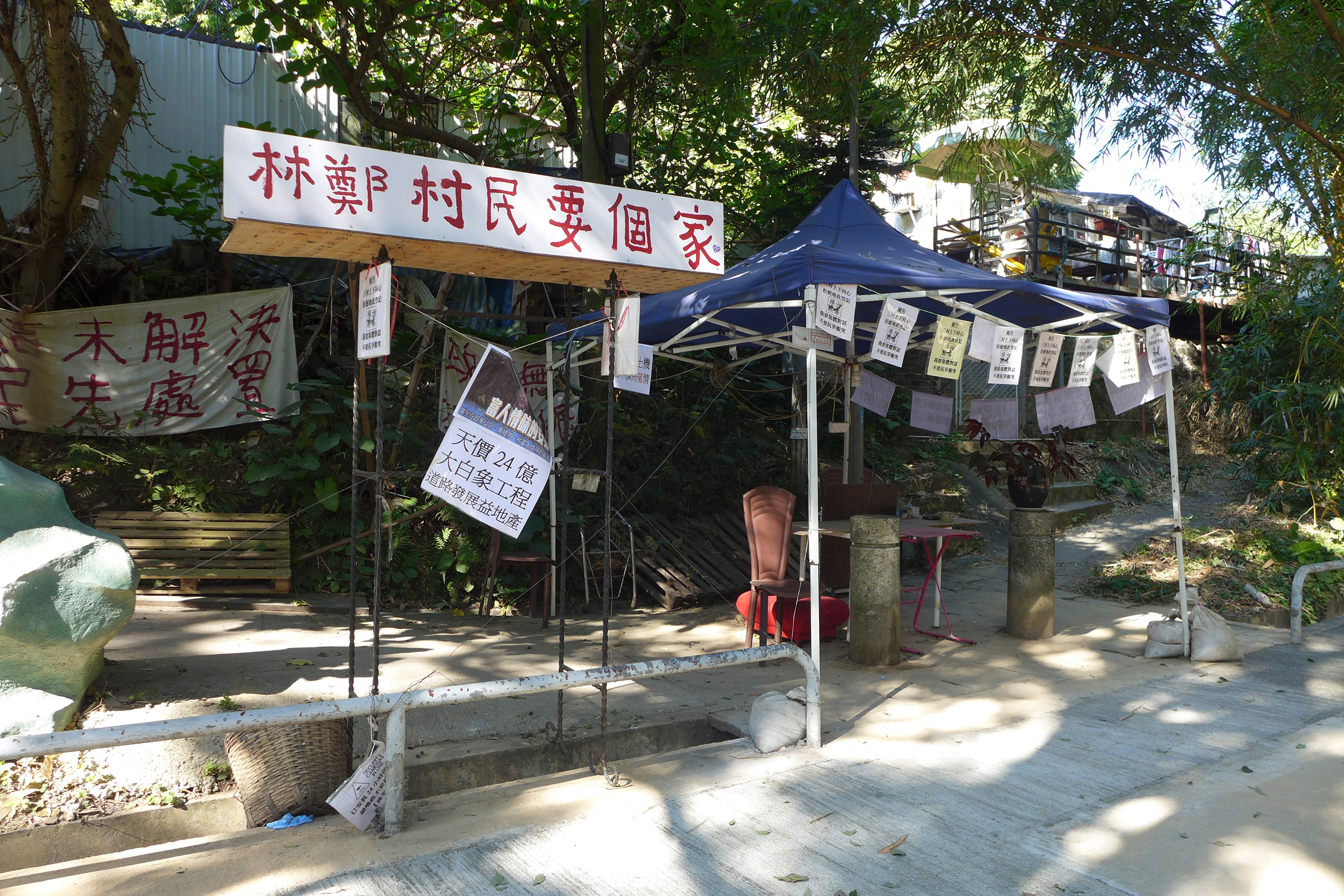
橫洲區內非原居民村的住戶反對計劃，要求原區安置和充足賠償

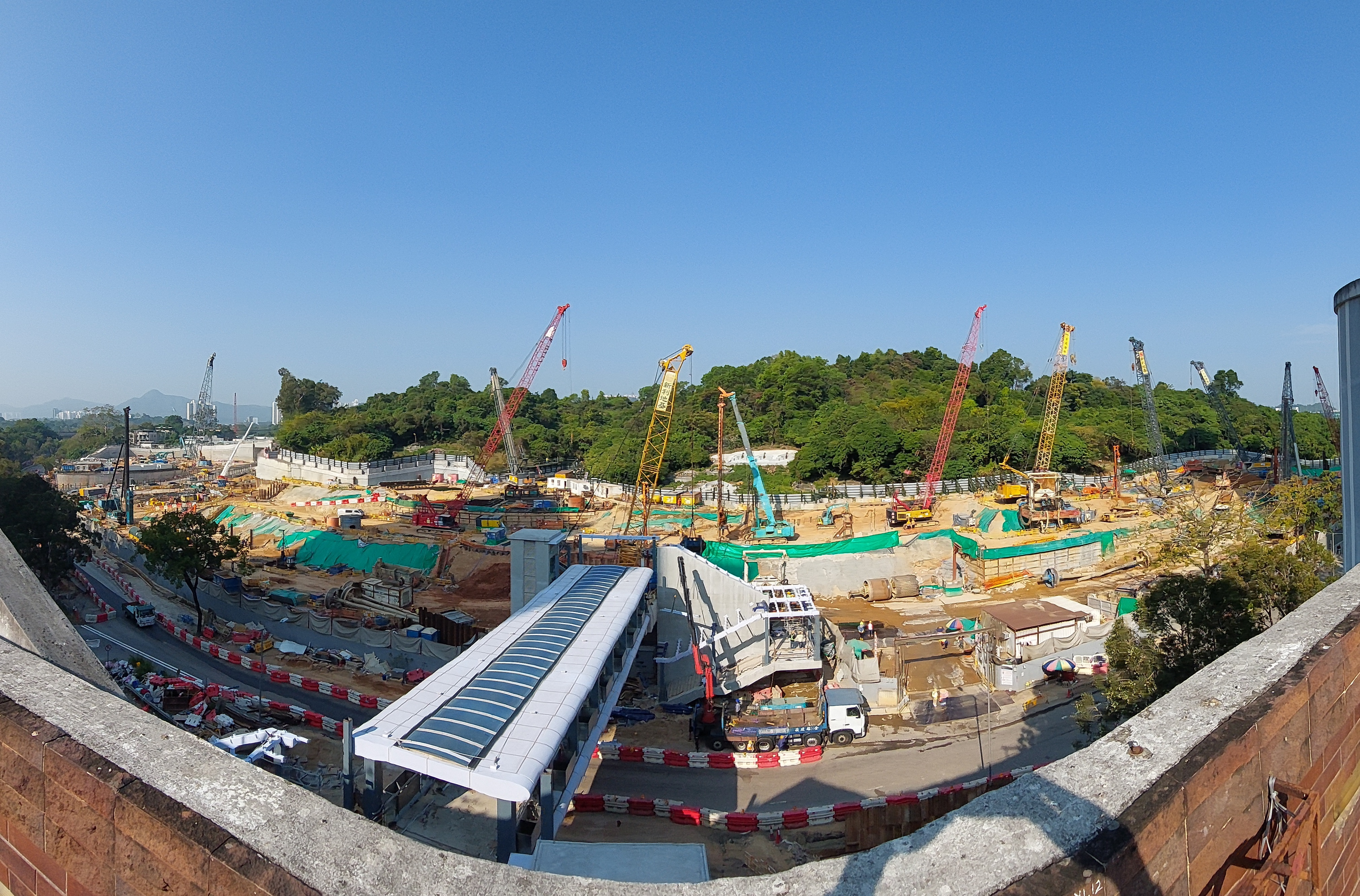
橫洲公屋一期地基工程，2024年12月

2013年房屋署研究在橫洲一幅達33公頃的棕地上興建公屋，預可興建1.7萬個單位。不過屏山鄉事委員會、鄉事派以至地區人士以交通難以負荷為由反對。到2014年經過修訂，將興建公屋用地移至橫洲南邊的綠化地帶用地和斜坡，唯可建單位減至4000個，人口由5.2萬減至1.23萬。但改變後反而影響近400名村民，指房署未有任何具體的安置及賠償安排，批評政府「放過棕地，破壞綠化地」。朱凱廸質疑政府向鄉事派和商家低頭，更涉及新界黑勢力，指是「官商鄉黑勾結」。
2016年9月21日，政府舉行記者會就橫洲發展公屋計劃公開更多詳情。時任財政司司長、身兼土地供應督導委員會主席的曾俊華澄清，橫洲和皇后山發展專責小組在2013年6月底召開會議，小組要求督導委員會跟進橫洲發展項目；當時他正外訪，未有出席會議；土地供應督導委員會並無作出將橫洲項目分期執行的決定。時任特首梁振英於同一記者會上表示，為免拖累整個計劃，因此在2014年1月27日自行決定優先發展第一階段4,000伙單位，同時押後第二期建屋計劃。梁亦表示，17,000伙單位目標維持不變。記者會尾聲時，梁突然哽咽，表示要感謝公務員，又指覓地建屋「粒粒皆辛苦」。
2017年5月2日，地政總署張貼收回土地公告，收回共79幅私人土地，涉及面積約3.5公頃，落實第一期發展計劃。收地通知期在同年8月3日屆滿，區內3條非原居民村（包括：鳳池村、楊屋新村和永寧村）住戶要求與特首林鄭月娥和運輸及房屋局局長陳帆對話，要求原區安置。同時批評政府仍未安排上樓，亦無交代賠償方案，擔心無家可歸。
2020年3月，立法會通過18億元元朗橫洲第一期公屋發展的工地平整及基礎設施工程撥款。到同年7月15日，地政總署在鳳池村、楊屋新村及永寧村3條非原居民村正式展開收地程序，告示稱該處將於7月29日開始陸續清拆，並要求村民於當日前遷離。據政府數字，有258戶居民受影響，當中有130戶已獲安置，另有52戶未獲任何安置，其中80戶不符合安置資格。橫洲綠化帶發展關注組聯同村民監察地政總署的行動，並舉起橫額請願。影響村民表示希望保留鄉村生活，會繼續留守。有未獲安置村民盼望有個居所，但仍未有安排，認為政府製造住屋問題。
2020年7月29日早上，地政總署連同警方逾百人開始進行入村清拆，有未獲安置的年老村民看見自己的家被工人手持大鐵鉗清拆，感到徬徨無助。元朗區議員黃偉賢、區國權、黎國泳、梁德明及立法會議員朱凱廸均有場聲援留守村民，其中區國權認為政府應暫緩收地，並盡快安置村民。
2021年4月28日早上，警方封鎖三村的出入口，村民及其後到場的記者均不得入村。留守居民遭截水電，有村民曾向警員表示欲入村取回個人物品，均被拒絕，雙方一度爭執。此外，亦有機動部隊人員在朗屏一帶截查人士。

## 區議會議席分佈
由於橫洲人口稀少，所以往往跟鄰近的屏山劃為同一個選區。
| 年度/範圍 | 2000-2003  | 2004-2007  | 2008-2011  | 2012-2015  | 2016-2019  | 2020-2023  |
| --------- | ---------- | ---------- | ---------- | ---------- | ---------- | ---------- |
| 整個橫洲  | 屏山北選區 | 屏山北選區 | 屏山北選區 | 屏山北選區 | 屏山北選區 | 屏山北選區 |

註：以上主要範圍尚有其他細微調整，請參閱有關區議會選舉選區分界地圖。

## 外部連結
- 元朗 橫洲 太平清醮（页面存档备份，存于）
- 跑遊 元朗水邊圍 三四五陸（页面存档备份，存于）
- 跑遊 元朗水邊村（页面存档备份，存于）
- 跑遊元朗橫洲 (1) – 大井圍看對聯（页面存档备份，存于）
- 跑遊元朗橫洲 (2) – 東頭圍 娛苑 1927（页面存档备份，存于）
- 跑遊元朗橫洲 (3) – 蝦米新村（页面存档备份，存于）
- 跑遊元朗橫洲 (4) – 橫洲六鄉：東頭圍、林屋村、楊屋村、福慶村、中心圍、西頭圍（页面存档备份，存于）
- 跑遊元朗橫洲 (5) – 馮家圍（页面存档备份，存于）
- 跑遊元朗橫洲 (6) – 大井圍盛屋村（页面存档备份，存于）